# Найджел Амос
Найджел Амос  (англ. Nijel Amos; 15 березня 1994) — ботсванський легкоатлет, олімпійський медаліст. У липні 2022 року Найджел Амос був тимчасово відсторонений за вживання допінгу за кілька днів до відкриття Чемпіонату світу в Юджині, США. Найджел Еймос дав позитивний результат на метаболічний модулятор..

## Виступи на Олімпіадах
| Олімпіада   | Дисципліна        | Місце     |
| ----------- | ----------------- | --------- |
| Лондон 2012 | біг на 800 метрів | 2         |
| Ріо 2016    | біг на 800 метрів | 7 (забіг) |